# Johann Georg Mentzel
Johann Georg Mentzel (oder Menzel, * 1677 in Leipzig; † 3. April 1743 ebenda) war ein deutscher Kupferstecher.

## Leben und Werke
Mentzel wurde am 29. Mai 1677 getauft. Seine Ausbildung erhielt er bei Erasmus Andresohn. Er schuf zahlreiche Kupferstiche, vor allem Porträts. Unter den abgebildeten Personen sind die Zarin Anna Iwanowna, der Kurfürst Joseph Clemens von Bayern, Friedrich Wilhelm I. von Preußen, Feldmarschall Graf Flemming, August II. von Polen sowie die Kurfürstin von Bayern Therese Kunigunde, aber auch Gelehrte wie Cesare Cremonini und Johann Heinrich Feustking.
Von Mentzel stammen auch Buchillustrationen, etwa zu Carl Christian Schramms Saxonia monumentis viarum illustrata aus dem Jahr 1726 und zu Johann Georg Wachters Archaeologia Nummaria von 1740. Zahlreiche Porträts Mentzels befinden sich im Rijksmuseum Amsterdam.

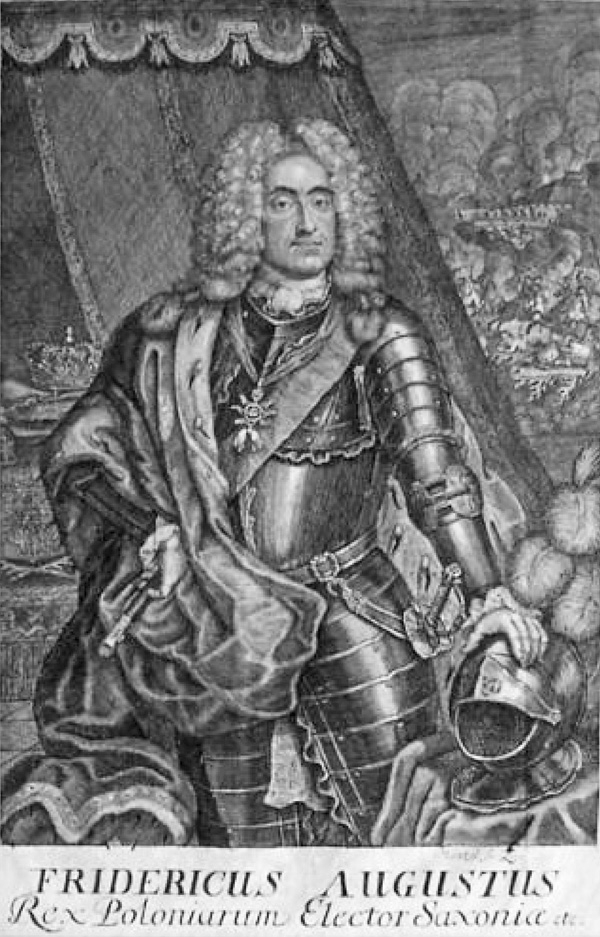
August der Starke
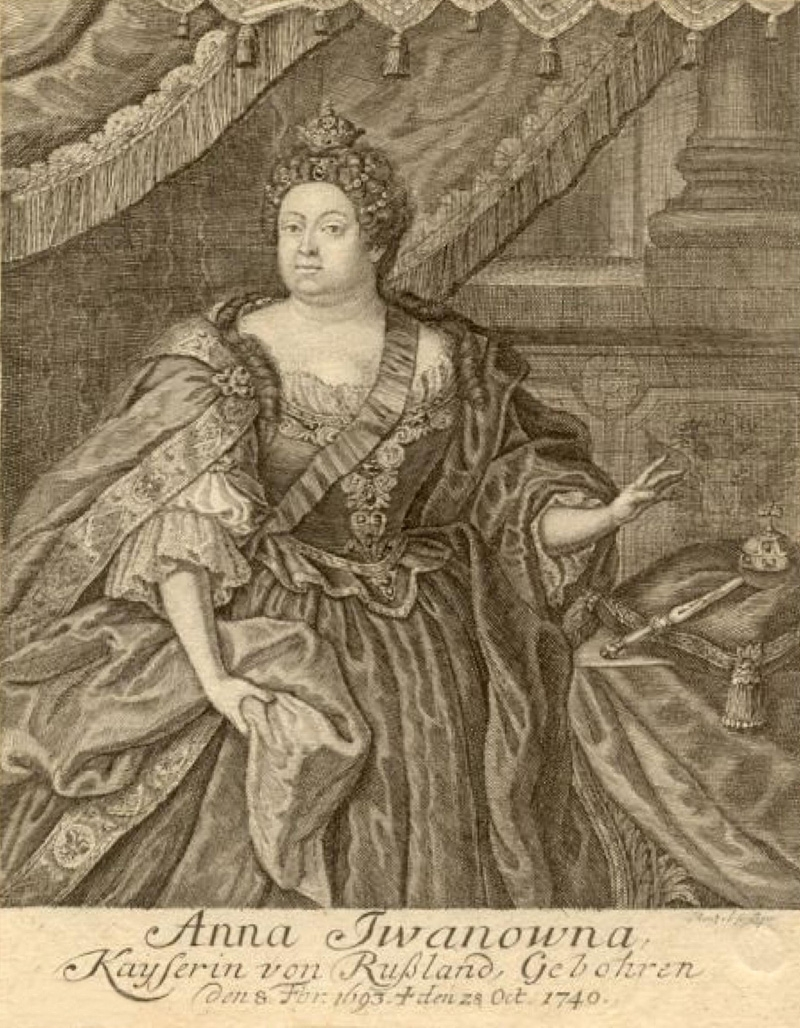
Zarin Anna Iwanowna
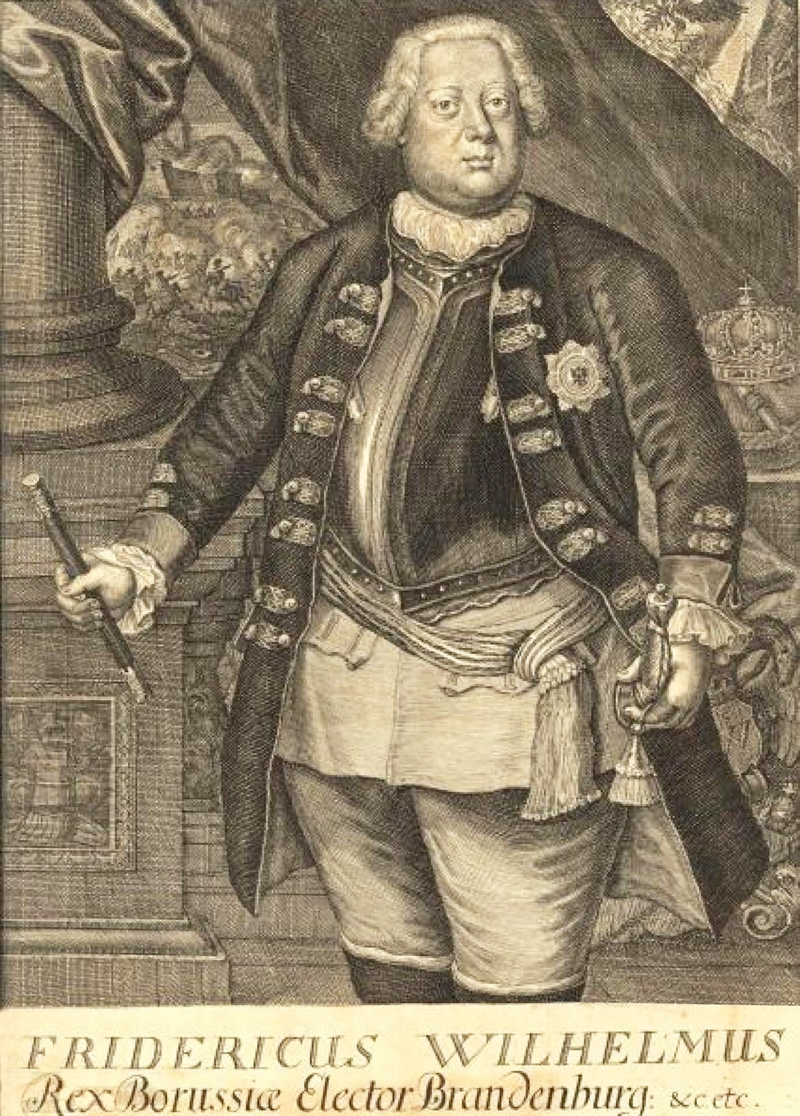
Friedrich Wilhelm I.
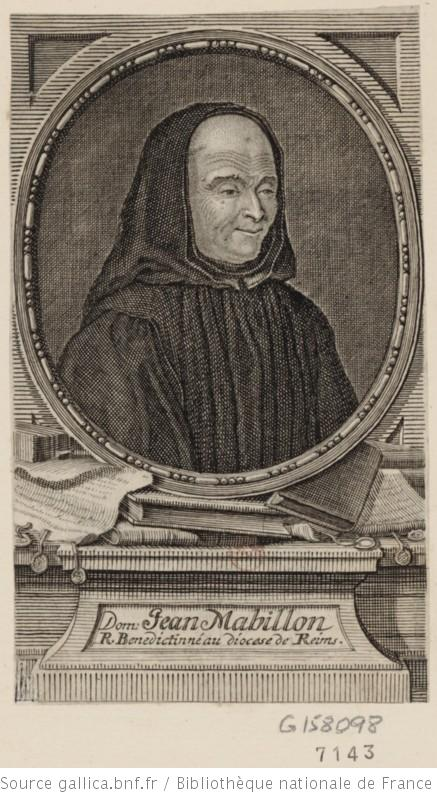
Jean Mabillon
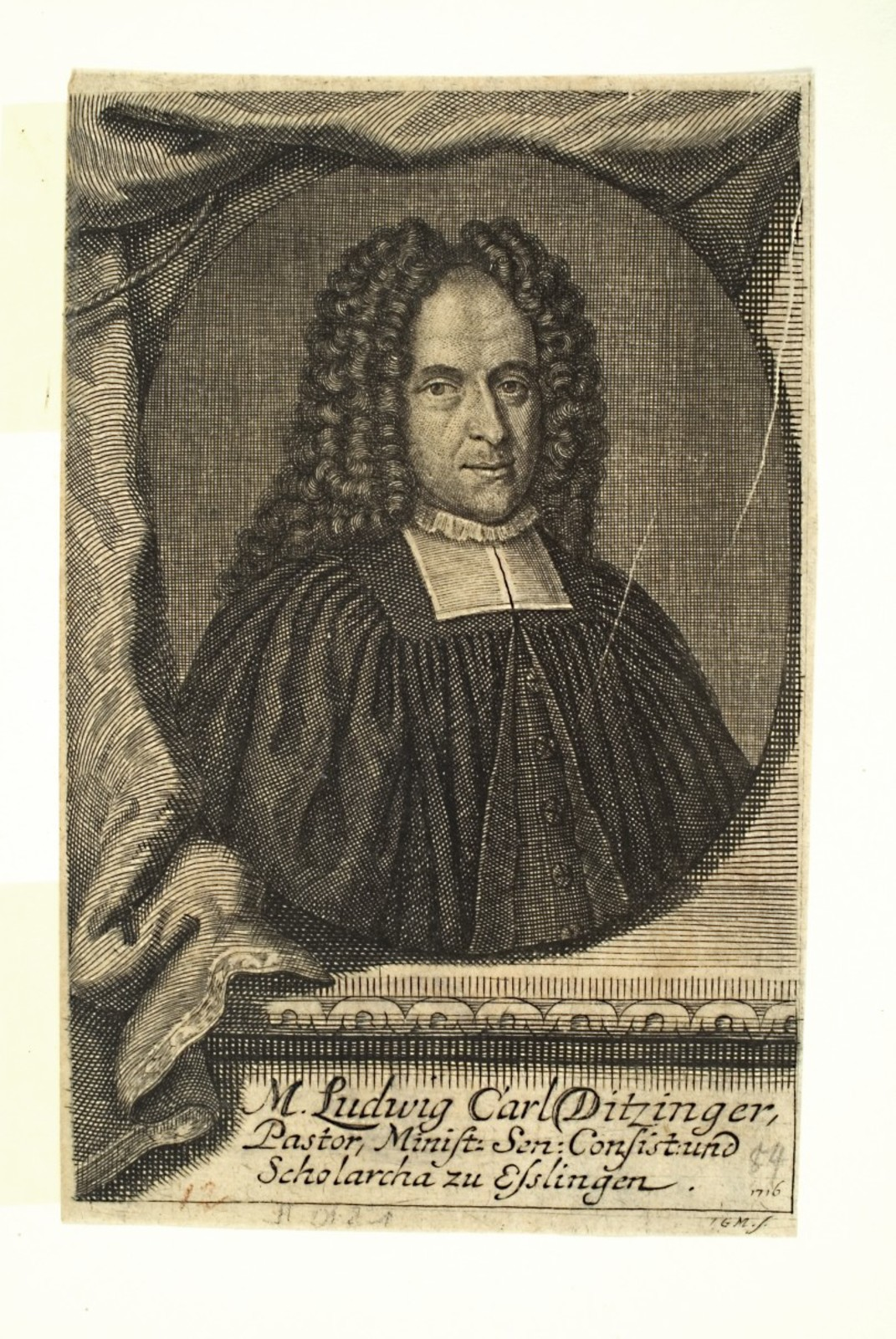
Ludwig Carl Ditzinger
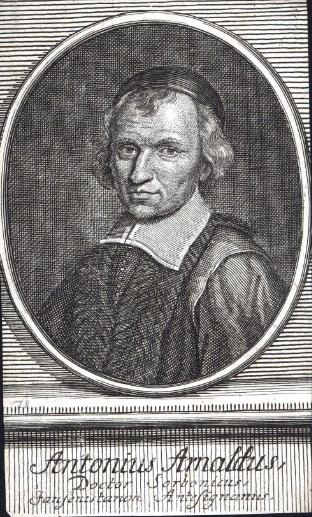
Antoine Arnauld